# Adam Cadre
Adam Cadre (* 5. Februar 1974 in Silver Spring, Maryland, USA) ist ein amerikanischer Schriftsteller. Bekannt wurde er in der Welt der Interactive Fiction mit den Projekten I-0 (1997), Photopia (1998), Varicella (1999) und 9:05 (2000). Daneben schrieb er einen Roman mit dem Titel „Alles Klar“ (2000) (englischer Titel: „Ready, Okay!“). Ebenfalls 2000 rief er den Lyttle Lytton Contest ins Leben, einen Ableger des Bulwer-Lytton Fiction Contest.

## Auszeichnungen
Cadres IF-Werke wurden in Wettbewerben mehrfach ausgezeichnet.
| Jahr | Werk       | Auszeichnung                               |
| ---- | ---------- | ------------------------------------------ |
| 1997 | I-0        | XYZZY-Award, Best Game                     |
| 1998 | Photopia   | Interactive Fiction Competition, Best Game |
| 1999 | Varicella  | XYZZY-Award, Best Game                     |
| 2000 | Shrapnel   | XYZZY-Award, Best Use of Medium            |
| 2002 | Lock & Key | XYZZY-Award, Best Non Player Characters    |
| 2003 | Narcolepsy | XYZZY-Award, Best Writing                  |

## Veröffentlichungen
- Cadre, Adam: Alles klar?, München 2002, Ullstein, 2002, ISBN 3-548-25404-7